# Oveng Ansem
Oveng Ansem es una localidad ubicada en la parte continental de Guinea Ecuatorial perteneciente al municipio de Mongomo.
Posee una academia militar.